# Inundación de México de 1446
La gran inundación de México-Tenochtitlán de 1446 ocasionó mortandad y severos daños al sistema de chinampas en la ciudad de México-Tenochtitlán, durante el reinado de Moctezuma I. Posterior a la inundación hubo escasez y hambre.  La situación no se normalizó sino hasta el año 1455.

## Antecedentes
Tenochtitlán se localizaba en la parte baja de la cuenca de México, sobre un islote en el antiguo lago de Texcoco. Tal ubicación geográfica la hacía vulnerable a las inundaciones a pesar de la adaptación de sus habitantes a su medio natural, reflejado en el ingenioso sistema de chinampas. En 1382 ya se había registrado una inundación parcial que había causado serios estragos a la ciudad fundada en 1325.
Al momento de ocurrir la inundación, los mexica, al mando de Moctezuma I,  habían vencido en la guerra de Chalco, hecho que consolidó su dominio en el Anáhuac. En el mismo año de la inundación, poco antes, había ocurrido una plaga de langosta (chapulines) que afectó la cosecha de maíz.

## Inundación de 1446
De acuerdo a las crónicas abundantes lluvias y granizo cayeron en el año siete, ácatl (1446). La altura del agua subió hasta el ramaje de los árboles causando numerosas muertes. Todas las calles de la ciudad se inundaron, varias casas fueron destruidas y la gente se vio obligada a transportarse exclusivamente en canoas.
El emperador Moctezuma I, muy afligido, pidió consejo a Nezahualcóyotl, señor de Texcoco, y este le aconsejó que se construyera una calzada, desde lo que hoy es La Villa hasta Iztapalapa a manera de dique para proteger a la ciudad de futuras inundaciones.  Aceptada la idea, púsose en ejecución con el trabajo de los pueblos de Azcapotzalco, Coyoacán, Tlacópan, Xochimilco, Iztapalapa, Culhuacán y Tenayócan. Incluso los principales nobles de Tenochtitlán participaron en las labores. Al final el dique midió nueve millas de largo por once brazas de ancho. Con esas obras la inundación fue parcialmente reparada.

## La hambruna posterior a la inundación
Al desastre de la inundación sobrevino el hambre pues en los siguientes dos años la cosecha de maíz fue muy escasa. En el año de 1450 la cosecha fue poca debido a una serie de sequías y granizadas 5 por lo que para 1452 fue “tan grande” la necesidad de los pueblos del Anáhuac, que las clases altas de los mismos, abrieron sus graneros en beneficio de sus vasallos. A pesar de ello, a la dieta del pueblo se mantuvo por comer aves acuáticas, hierbas palustres, raíces, insectos y peces del mismo lago. El año de mayor escasez y hambre fue el de 1454. A raíz del hambre, muchos habitantes salieron de la región, algunos murieron en el campo y otros se refugiaron en regiones como el Totonacpan (actual Sierra Norte de Puebla) para no volver. 11 Ixtlilxóchitl afirma que era tanta la desesperación que algunos vendían a sus hijos a los habitantes del Totonacpan a cambio de maíz.
Finalmente, en 1455 hubo abundantes lluvias y una buena cosecha que terminó con el hambre.

### Interpretación y consecuencias políticas de la inundación
Se creyó que los dioses estaban molestos porque no se les hacían sacrificios y por ello se estableció la guerra sagrada o floridas. Lo anterior significaba que los pueblos de la región debían salir periódicamente a la batalla. Este hecho, continuó la serie de conquistas de Moctezuma I y aumentó no solo el renombre y la influencia política de Tenochtitlán, sino que enriqueció a la misma y se convirtió en la ciudad más poblada de la región.